# 向世林
向世林（1947年5月—），男性，土家族，湖南龙山人，中华人民共和国政治人物。

## 生平
1947年5月，向世林出生在湖南省第八行政督察区（今湘西土家族苗族自治州）龙山县。1971年加入中国共产党。
向世林先后出任中共湘西土家族苗族自治州委副秘书长、保靖县人民政府县长、县委书记、自治州委常委、副书记。1992年12月，向世林出任湘西土家族苗族自治州人民政府州长。1997年10月出任湖南省（建委）建设厅党组副书记、（副主任）副厅长，2003年3月升任湖南省住房和城乡建设厅厅长、党组书记。